# Tetragnatha iwahigensis
Tetragnatha iwahigensis là một loài nhện trong họ Tetragnathidae.
Loài này thuộc chi Tetragnatha. Tetragnatha iwahigensis được miêu tả năm 1995 bởi Barrion & Litsinger.